# Catedral basílica de María Reina del Mundo y de Santiago (Montreal)

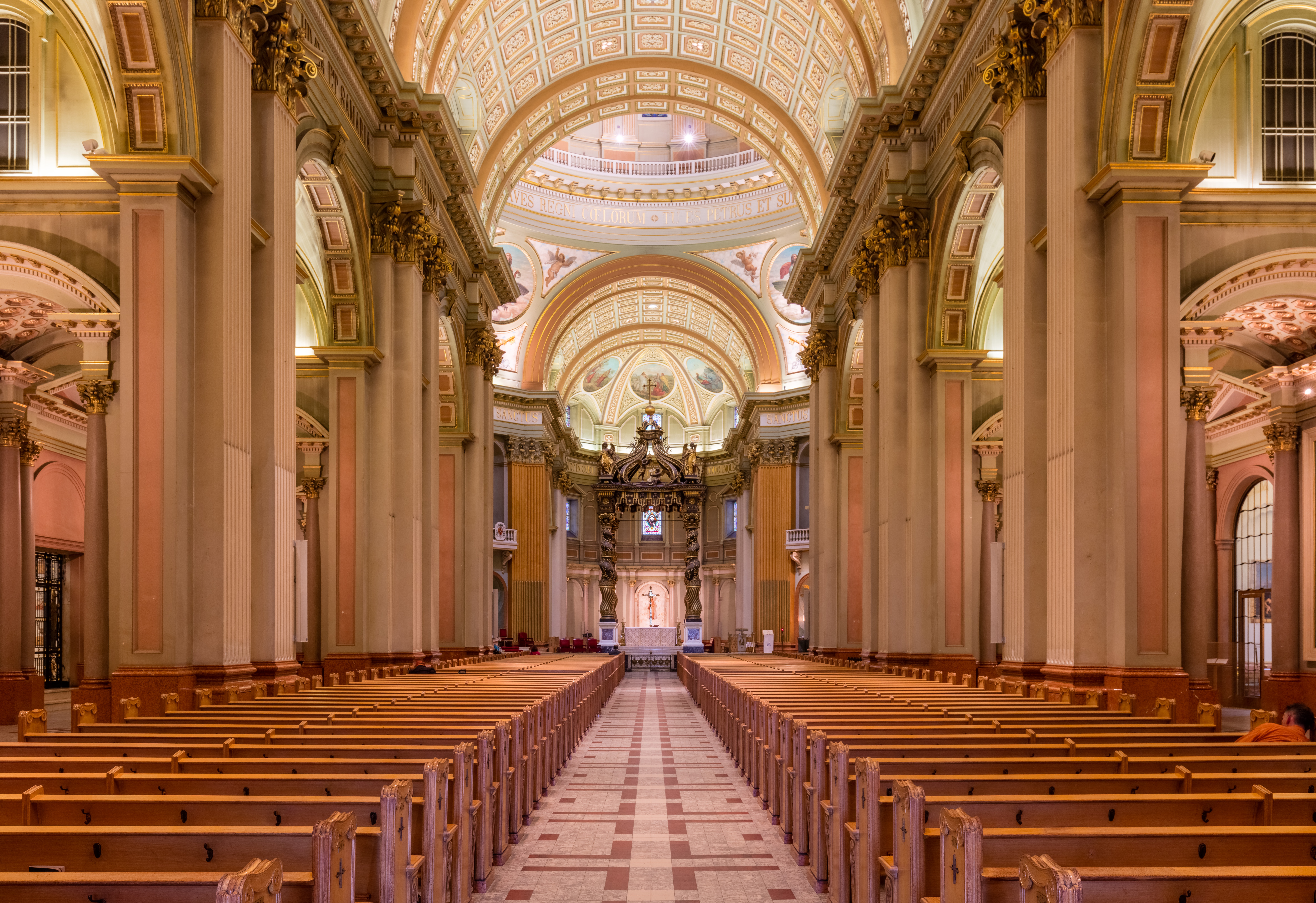
Interior de la catedral.

La Basílica-Catedral de María Reina del Mundo y de Santiago (en francés: Basilique-cathédrale Marie-Reine-du-Monde et de Saint-Jacques) es la sede de la arquidiócesis de Montreal. Es la tercera mayor iglesia de la provincia de Quebec, por detrás del Oratorio de San José y la Basílica de Sainte-Anne-de-Beaupré. Se sitúa en pleno centro de Montreal, en el distrito de Ville-Marie.

## Historia
Ignace Bourget, el segundo obispo católico de Montreal, ordenó su construcción para reemplazar a la antigua Cathédrale Saint-Jacques de Montréal, que había sido destruida en el gran incendio de Montreal en 1852. Optó por crear un modelo a escala de la basílica de San Pedro de Roma; los sulpicianos y la Iglesia de Inglaterra preferían el estilo neogótico. Se construyó en la entonces parte oeste de la ciudad, donde se encontraban los barrios acomodados, mientras que la antigua catedral estaba situada al este.
Victor Bourgeau, el arquitecto inicial, consideró que la basílica de San Pedro era demasiado difícil de reproducir, incluso a una escala reducida. El obispo, muy decidido con respecto a la realización de su proyecto, envió entonces a Fr. Joseph Michaud a Roma. En ese momento, la Santa Sede estaba amenazada por las tropas de Víctor Manuel II, rey del Piamonte, y la expedición del sacerdote hacia Roma se mantuvo en el más absoluto de los secretos.
La construcción empezó en 1875, y la nueva iglesia fue consagrada a Santiago en 1894 bajo el nombre de Cathédrale Saint-Jacques. En aquella época, era la mayor iglesia del Quebec. Benedicto XV la proclamó basílica menor en 1919. En 1955, fue reconsagrada a María, Reina del Mundo por el papa Pío XII, a petición del cardenal Paul-Émile Léger. El papa había proclamado este título para María en su encíclica Ad Cæli Reginam.
En la fachada de la basílica de San Pedro hay estatuas de los apóstoles y de san Juan Bautista, sin embargo aquí, la fachada de la catedral se encuentra embellecida por las estatuas de los santos patrones de las trece parroquias montrealesas que pusieron en común sus bienes religiosos. El interior, también copiado de la Basílica de San Pedro, incluye un baldaquino a escala del de Bernini.
La explanada y el nártex de la catedral han sufrido importantes reparaciones.
La iglesia se encuentra en el n.º 1065, rue de la Cathédrale, en la esquina que forma con el bulevar René-Lévesque, antiguamente llamado Dorchester. Se puede acceder hasta ella a través de la estación de metro Bonaventure, en el centro de la ciudad.

## Galería de imágenes

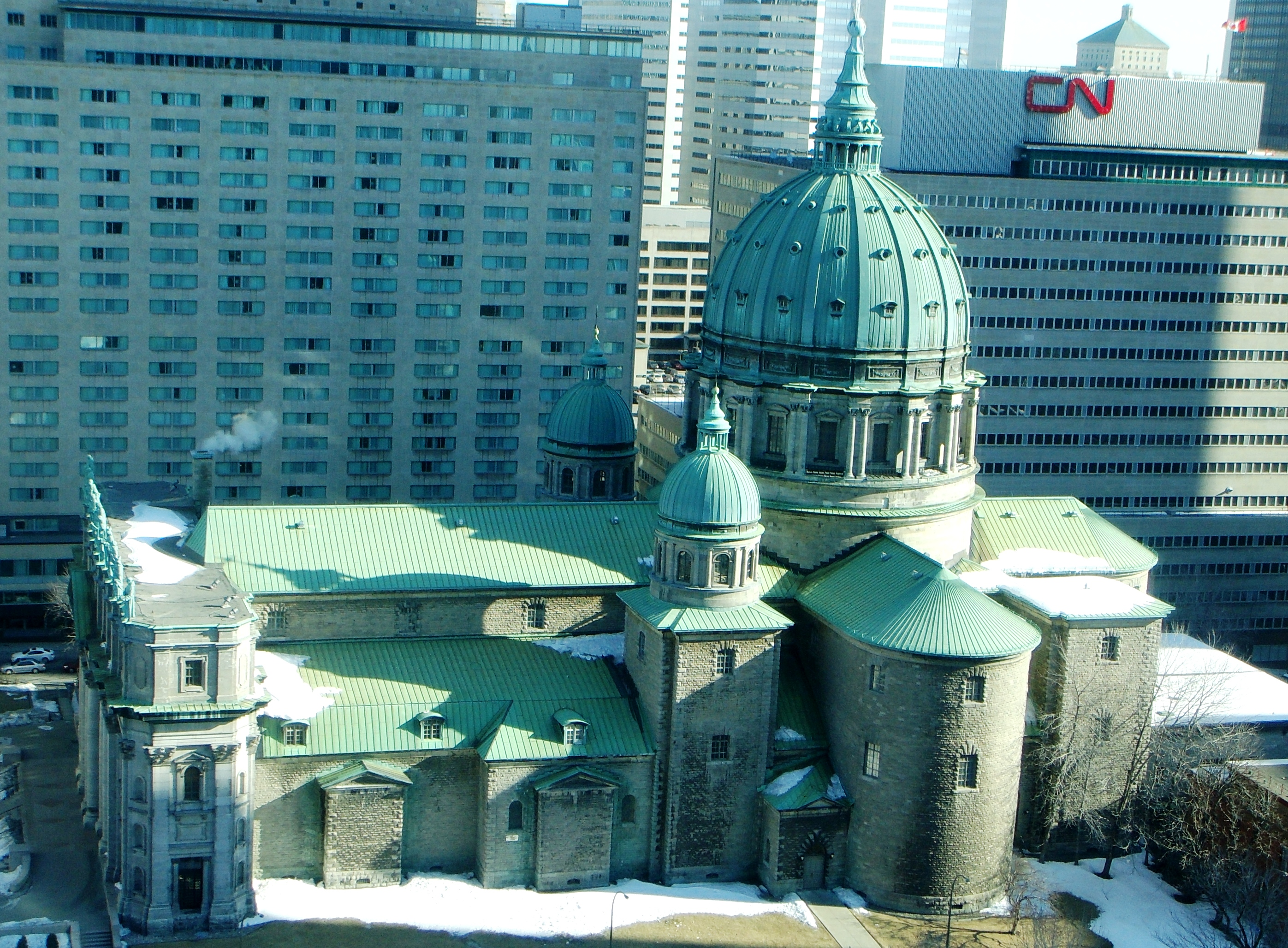
Vista desde lo alto.
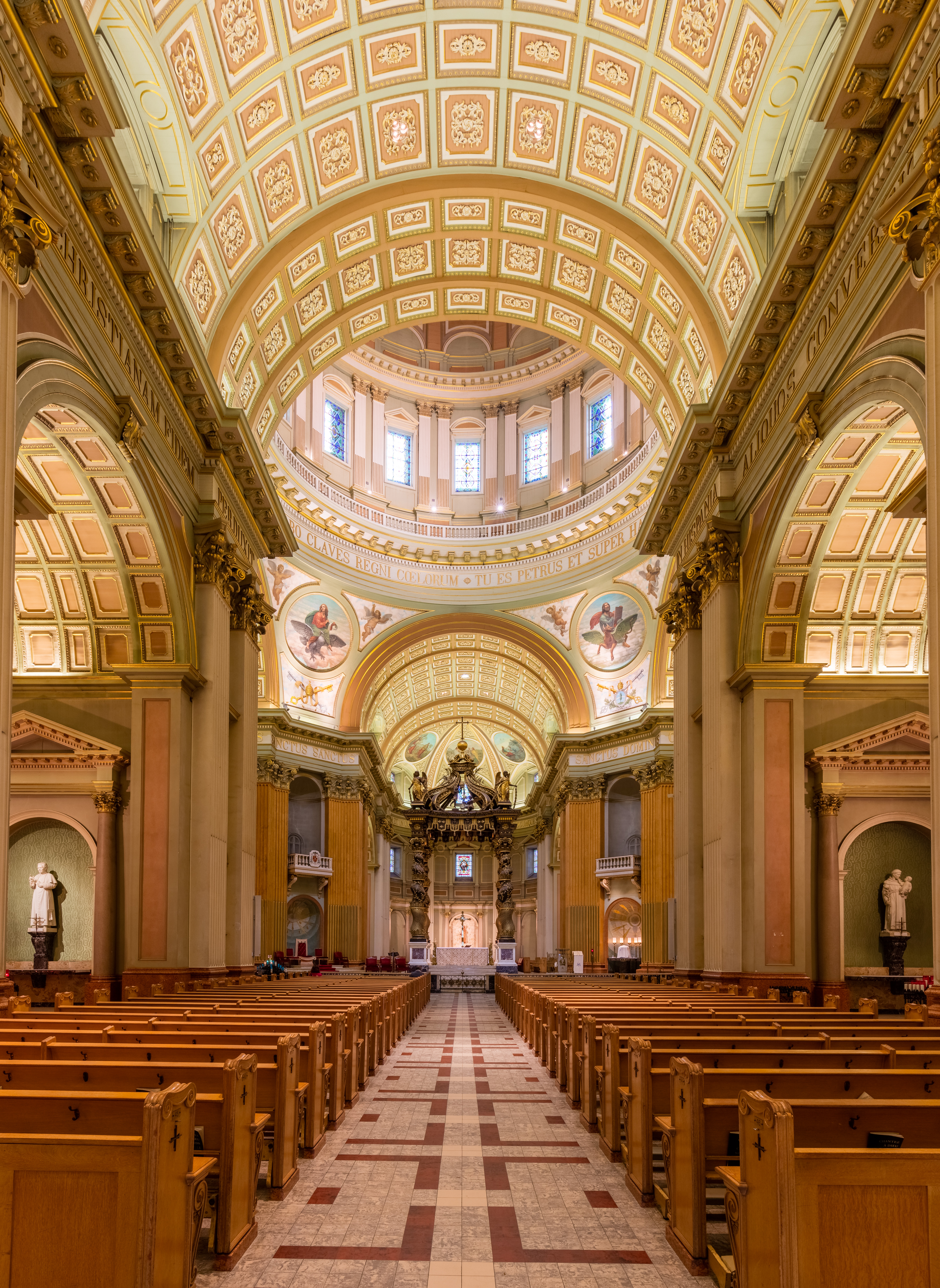
Nave principal.
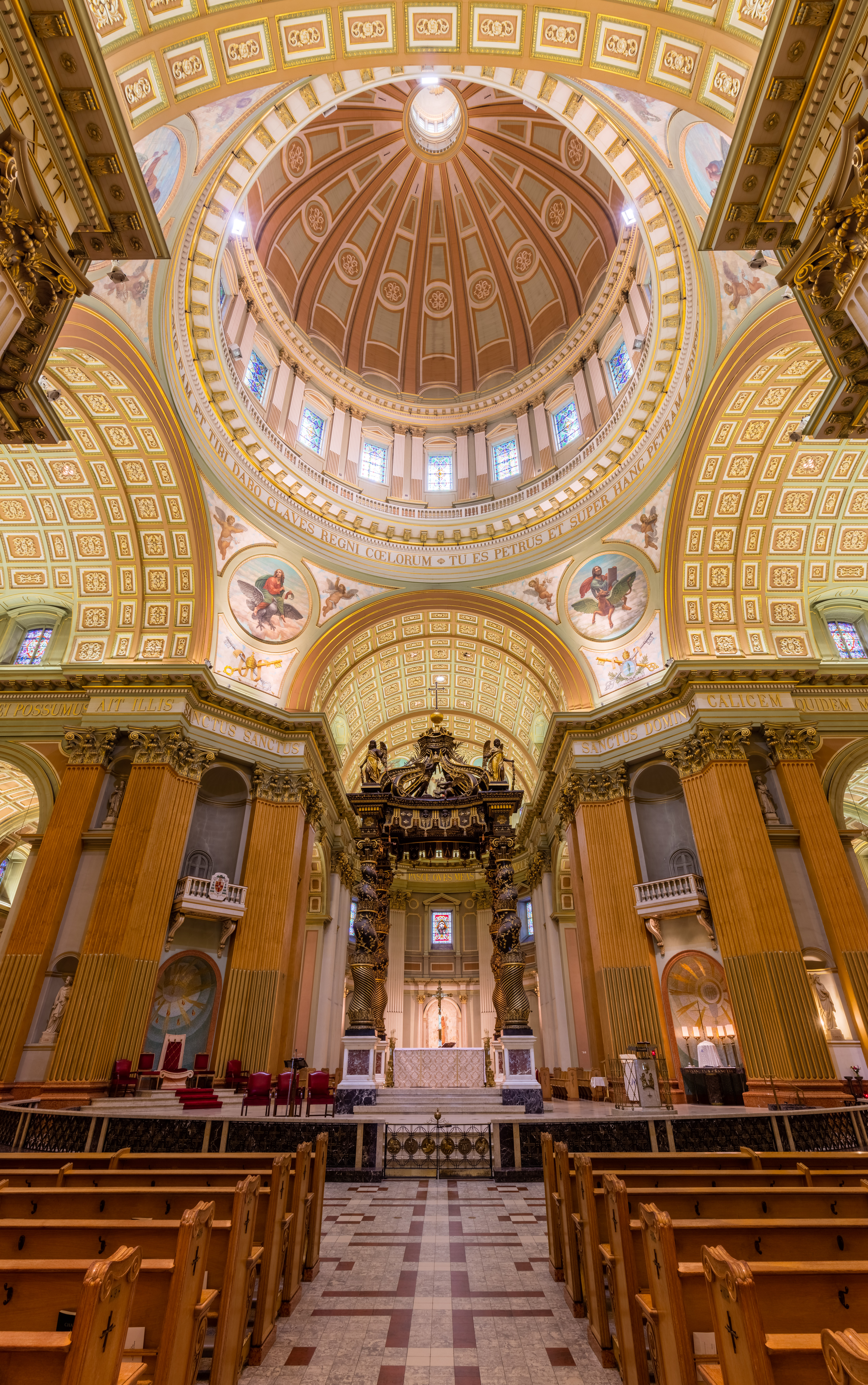
Altar.
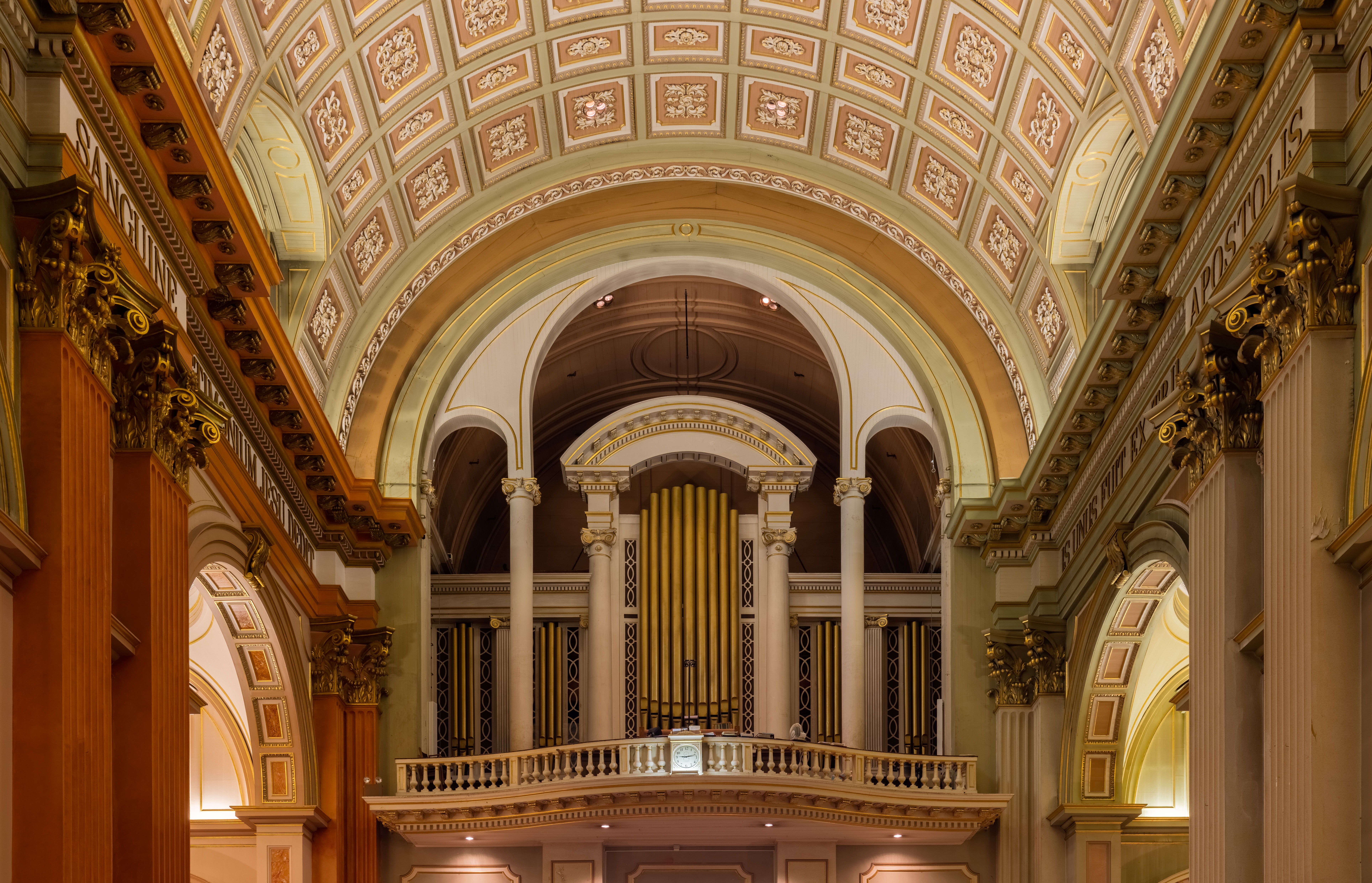
Órgano.
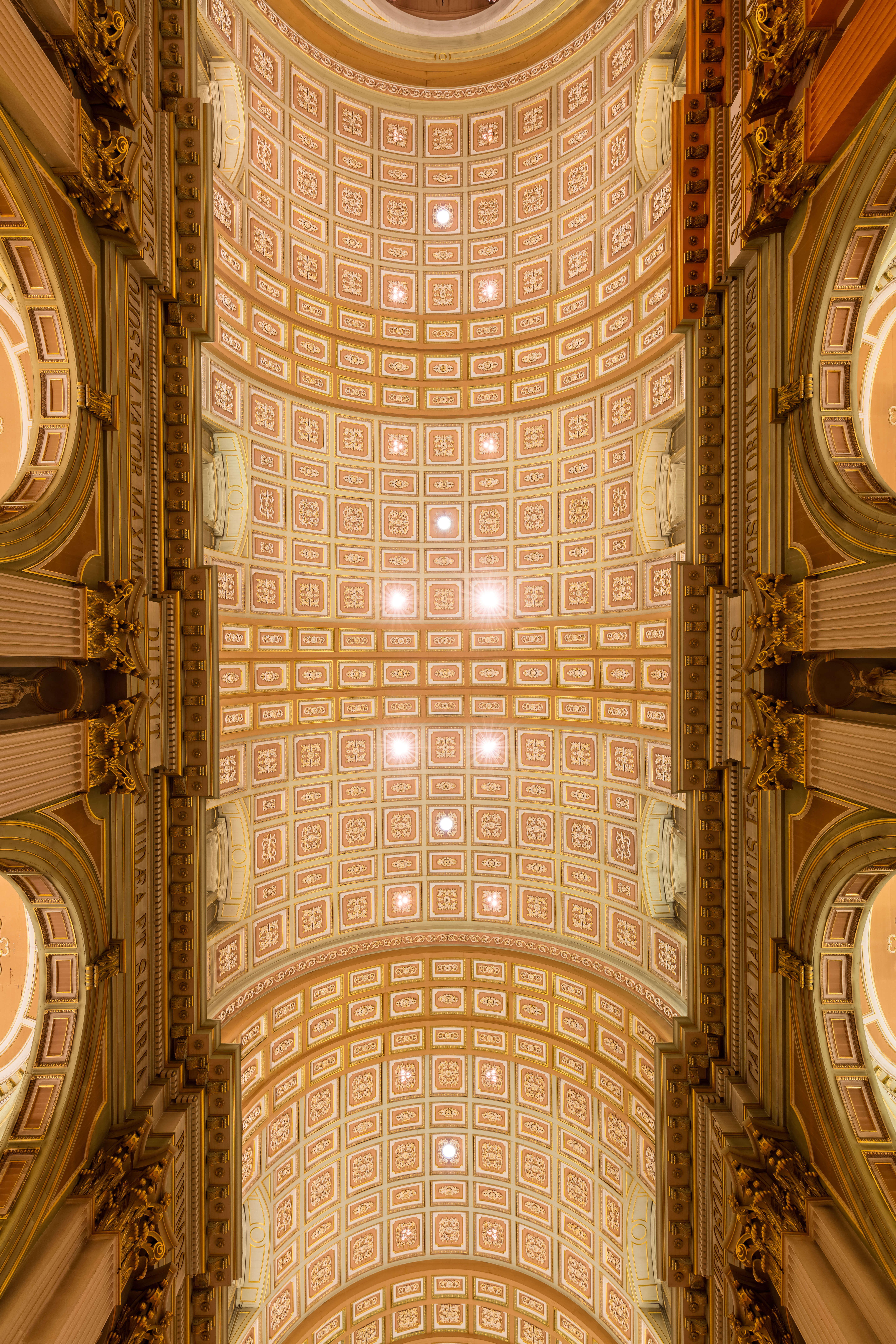
Techo.